# 5904 Württemberg
5904 Württemberg là một tiểu hành tinh vành đai chính với chu kỳ quỹ đạo là 1747.5573759 ngày (4.78 năm).
Nó được phát hiện ngày 10 tháng 1 năm 1989.